# Jeg har set en rigtig negermand
"Jeg har set en rigtig negermand" er en populær dansk børnesang af Niels C. Andersen fra Hobro. Sangen beskriver forskellige folkeslag med udgangspunkt i hudfarverne ("en negermand (...) sort (...) som en tjærespand", "en indianermand (...) rød (...) som en ildebrand" og "en kinesermand (..) gul (...) som en sodavand"), og har et antiracistisk budskab om at "alle folk sku' males blå, for så blev de nemlig sjovere at kigge på, så ku' sort og rød og gul og hvid, leve sammen i en verden uden strid".
Sangen blev kendt gennem den danske barnestjerne Bo Andersen som sang den, da han var fire år gammel i 1970. Han var forfatterens søn og medlem af hans sanggruppe Familien Andersen. Deres version af sangen på grammofonplade solgte i over 165.000 eksemplarer i Danmark. Året efter spillede Bo Andersen Lille Per i Far til fire i højt humør, en film i den populære danske serie om Far til fire.
Sangen citeres i Thomas Vinterbergs film Festen fra 1998, hvor lillebroren Michael, spillet af Thomas Bo Larsen, og resten af familien, synger den som en racistisk smædevise. 
"Jeg har sett en negermann" blev også fremført af den norske barnestjerne Darlén Bakke og udgivet i Norge. Denne version blev genudgivet på cd som bilag til Are Kalvøs satiriske bog Kunsten å vere neger i 1996.